# Vârful Măgura Mare, Munții Plopiș
Măgura Mare (918 m) este cel mai înalt vârf al grupei montane Plopiș (Șes) , grupa extrem-nordică a Munților Apuseni, situată pe teritoriile județelor Bihor și Sălaj. Sub Măgura Mare se află Pasul Craiului, cu șoseaua ce face legătura între Depresiunile Ciucea (jud. Cluj) și Vad-Borod (jud. Bihor).